# 타이거모스호
타이거모스호(タイガーモス号 타이가모스고[*]}, Tiger Moth)란, 애니메이션 영화 《천공의 성 라퓨타》에 등장하는 비행선이며, 스카이 잭 돌라 가의 모선으로 사용됐다. 설계자는 돌라의 죽은 남편이다. 명칭인 ‘타이거모스(tiger moth)’는 나방의 일종인 ‘불나방’의 뜻.

## 선체에 대해서
소설판의 묘사에 의하면 선체 구조는 가스 주머니를 프레임과외 겉껍질로 둘러싼 경식 비행선이며, 가스 주머니와 주익 선단의 메인 로터로 부력을 제어하고 있다. 가스 주머니는 선체 내부에 7개 있으며, 3개까지라면 손상입어도 비행이 가능하다. 메인 로터와 주익은 틸트(tilt)식으로 되어있으며, 각도를 바꿀 수 있는 것으로 수직상승이나 호버링, 고속 비행 등을 자유자재로 갈 수 있다. 동력원은 소설판에서는 핫 벌브 엔진으로 돼있으며, 넓은 기관 내에는 구동계의 톱니바퀴가 드러내게 되어있다. 고속 비행할 때에는 기관실의 레버로 클러치를 조작하는 것으로 선체 후부에 있는 어느 4종 반전 프로펠러를 구동시킨다. 선체 후부에는 큰 수직 꼬리 날개가 있으며, 해적의 심볼 마크인 해골(졸리 로저)이 그려져있다. 선체의 대부분은 나무와 천으로 이루어져있으며, 고유 무장이나 장갑 등은 없으며, 오로지 비행 해적단의 이동과 플랩터 전송용 공중 모선이며, 극 중에서 공중전함 골리앗에서 우연히 만났을 때에도 그저 도망치는 것밖에 없었다. 또한, 속력에 대해서는 소설판에 따르면 군의 최신 예함에는 뒤떨어지지만 아직 그것에 뒤를 잇는다.
브리지는 선체에서 복도 겸용의 프레임을 중간에 넣어서 전방에 내민 위치에 있으며, 옆에 긴 통상. 중앙에 진행방향을 향해서 원뿔형으로 뻗은 노즈콘이 있으며, 전체적으로 섬의 얼굴과 닮아있다. 노즈콘의 좌우에 유리 창이 있으며, 조종사는 우측으로, 선장은 좌측의 창으로 보는 형태가 된다. 브리지 중앙에는 무선 장치가 있으며, 통신의 도청도 여기서 행해진다.
메인 곤돌라는 거주 구핵으로 되어있으며, 덱에서 후부의 기관실과 이어져있다. 또, 메인 곤돌라의 하부에는 플랩터의 격납고로 되어있다. 각 블록의 통신 수단은 주로 전성관을 사용하고 있다. 소형의 선체이면서 하부의 수는 많으며, 극 중에는 돌라의 개인실, 주방, 해먹을 매단 식당 겸 침실, 기관실 등이 그려져있다.
선체 하부와 브리지의 상부에 감시대가 있으며, 야간에는 교대로 감시를 한다. 선체 상부의 감시대로는 선체의 바깥 쪽에 준비되어있는 사다리로만 이동할 수밖에 없다. 또 이것은 분리식으로 되어있으며, 감시대 내부의 핸들을 조작해서 연의 날개를 전개한 후, 브리지로부터의 원격 조작으로 모선으로부터 분리, 상승하며, 모선보다도 고고도로부터의 정찰을 할 수 있게 된다. 분리하면 전성관을 사용할 수 없기 때문에 브리지와의 통신은 선내 전화로 바뀐다. 분리 중에는 모선 측의 윈치로부터 강철제의 와이어가 뻗어서 배와 이어져있지만, 한 번 분리하면 악천후 시의 수용이나 재결합은 불가능하다. 감시대는 독립한 조종 장치가 있으며, 만올 와이어가 다핵분열해도, 독립한 글라이더로 비행할 수 있다.

## 스펙
| 전체 길이(m)  | 42                  |
| 전체 높이(m)  | 20                  |
| 전체 폭(m)    | 54                  |
| 순항 속도     | 35노트(약 65km/h)   |
| 최고 속도     | 72노트(약 133km/h)  |
| 항속 거리(km) | 3,820(무풍 순항 시) |

## 참고 문헌
- 《小説 天空の城ラピュタ（前篇）（アニメージュ文庫）》 [소설 천공의 성 라퓨타 (전편) (아니메주 문고)] (일본어). 도쿠마 쇼텐. ISBN 4-1966-9556-6.
- 《小説 天空の城ラピュタ（後篇）（アニメージュ文庫）》 [소설 천공의 성 라퓨타 (후편) (아니메주 문고)] (일본어). 도쿠마 쇼텐. ISBN 4-1966-9557-4.